# August von Düben
Gustaf Henrik August von Düben, född den 13 januari 1813 i Stockholm, död där den 19 mars 1867, var en svensk friherre, maskiningenjör och riksdagsledamot för ridderskapet och adeln.
von Düben föddes som son till Anders Gustaf von Düben och C. M. Eckhardt. Vidare var han sonson Henrik Jakob von Düben. Han genomgick bergsskolan i Falun. Därefter blev han maskiningenjör vid maskinavdelning inom Statens Järnvägar. Han tjänstgjorde under en längre tid vid utländska järnvägars lokomotivavdelningar och reparationsverkstäder.
von Düben var gift två gånger. Han var först gift med sin kusin Henriette von Düben, från vilken han skildes, han ingick sitt andra äktenskap med Adamina von Vegesack, dotter till Ernst von Vegesack. I äktenskapet med Adamina von Vegesack blev han far till Joakim Akilles och författaren Gunilla von Düben.

## Utmärkelser
- Riddare av Vasaorden,  3 juli 1866[1]

[Redigera Wikidata]